# Triathle
Il Triathle, da non confondere con il Triathlon, è una sotto-disciplina del pentathlon moderno che comprende corsa, nuoto e tiro.

## Le regole
Il Triathle è un evento che comprende corsa campestre, nuoto stile libero e tiro con pistola laser in diverse sequenze. Le fasi si svolgono con transizioni continue. Le competizioni di Triathle si tengono secondo le regole dell'Union Internationale de Pentathlon Moderne (UIPM). La sequenza di una competizione di Triathle è la seguente:
- Partenza in Gruppo (fino a 25 m dalla postazione di tiro)
- Tiro (5 bersagli in 50 secondi)
- Nuoto (da 25 a 50 m)
- Corsa (da 200 a 800 m)
- Ripetizione di tiro, nuoto e corsa in base al gruppo di età (da 2 a 4 *ripetizioni)
- Arrivo: Il primo concorrente che attraversa il traguardo è il vincitore.

Un Triathle comprende tre delle discipline di un pentathlon moderno su cinque, infatti scherma con la spada e salto ostacoli equestre sono omessi.
Il Triathle è uno sport multisport a sé stante, con un focus sulle distanze medie. Presenta una forte somiglianza con il triathlon (nuoto, ciclismo e corsa), che è però uno sport di resistenza.

## Campionati del mondo
I Campionati Mondiali di Triathle si tengono dal 2013. Di solito vengono combinati con eventi di biathle.
| Anno | Nazione     | Città ospitante         |
| ---- | ----------- | ----------------------- |
| 2013 | Cipro       | Limassol                |
| 2014 | Guatemala   | Puerto San José         |
| 2015 | Georgia     | Batumi                  |
| 2016 | Stati Uniti | Sarasota                |
| 2017 | Spagna      | Viveiro                 |
| 2018 | Egitto      | Hurghada                |
| 2019 | Stati Uniti | St. Petersburg          |
| 2021 | Germania    | Weiden in der Oberpfalz |
| 2022 | Portogallo  | Machico                 |
| 2023 | Indonesia   | Bali                    |
| 2024 | Egitto      | ?                       |